# Calamophyllum
Calamophyllum es un género con tres especies de plantas con flores perteneciente a la familia Aizoaceae.

## Taxonomía
Calamophyllum fue descrito por Martin Heinrich Gustav Schwantes, y publicado en Zeitschrift für Sukkulentenkunde. Berlín 3: 15, 28. 1927.  La especie tipo es: Calamophyllum teretifolium (Haw.) Schwantes.

## Especies
- Calamophyllum cylindricum (Haw.) Schwantes
- Calamophyllum teretifolium (Haw.) Schwantes
- Calamophyllum teretiusculum (Haw.) Schwantes